# Jan Gruter

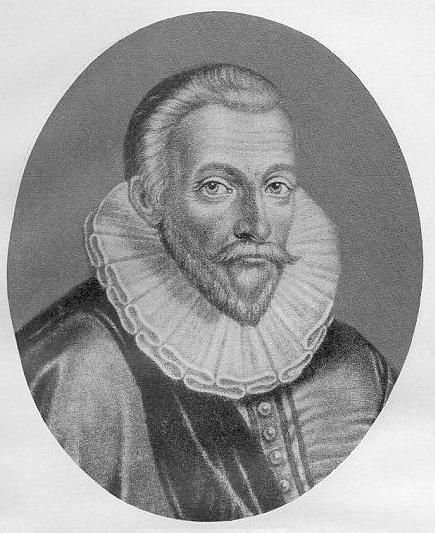
Jan Gruter

Jan Gruter (latin: Janus Gruterus), även Gruytère  född 3 december 1560 i Antwerpen, död 20 september 1627 i Bierhelderhof vid Heidelberg, var en flamsk filolog och epigrafiker.
Då hans far 1567 var medunderskrivare av protesten mot Filip II:s tyranni i Nederländerna, tvingades Gruter, vars egentliga namn var Gruytère, med sina far och mor Catherine Tishem, för att undgå spanjorernas hämnd, fly till England, hans mors ursprungsland. Han studerade särskilt språk och historia, först i Cambridge, sedan i Leiden, då staden hade blivit fri från de främmande herrarna, och besökte därefter andra universitet, där han även verkade som lärare. 1586 blev han professor i Rostock. 
År 1589 kallades Gruter av Kristian I av Sachsen till professor i historia vid universitetet i Wittenberg; men då denna furste var död, och man krävde av honom, att han skulle underskriva Konkordieformeln, tvingades han 1592, då han vägrade detta, lämna sin tjänst. Men samma år kallades han till Heidelberg som professor i historia; 1602 blev han tillika bibliotekarie. I Heidelberg utgav han 1602–03 efter uppmaning av Joseph Justus Scaliger och med denna som medarbetare sitt huvudarbete Inscriptiones antiquæ totius orbis romani (två band), ett för sin tid utmärkt verk, som bland annat utgavs på nytt 1707 av Johann Georg Graevius i Amsterdam (fyra band). 
Då Johann Tserclaes Tilly under trettioåriga kriget intog Heidelberg 1622, berövade segerherrarna Gruter hans utmärkta privatbibliotek, och han tvingades fly från staden. Han är författare till en otrolig mängd skrifter och avhandlingar, av vilka vi förutom nyssnämnda epigrafiska verk bör omtala hans Florilegium ethico politicum (1610), en samling ordspråk och tankespråk från olika språk, samt ett flertal utgåvor av latinska klassiker som Florus 1597 , Tacitus 1607, Vellejus Paterculus 1607 samt Titus Livius 1608.